# Єлагін Олександр Сидорович
Олександр Сидорович Єлагін (нар. 23 жовтня 1930, місто Нальчик, тепер Кабардино-Балкарської Республіки, Російська Федерація — 17 вересня 1994, місто Одеса) — радянський військовий діяч, генерал-полковник, командувач військ Одеського військового округу. Депутат і член Президії Верховної Ради УРСР 10-го скликання. Член ЦК КПУ в 1986—1990 р. Депутат Верховної Ради СРСР 11-го скликання.

## Біографія
Походив з роду російських князів Єлагіних. Батько працював конюхом у місті Нальчику.
У 1947—1948 роках — учень взуттєвика Нальчицької взуттєвої фабрики.
З 1948 року служив у Радянській армії. З 1951 року — на різних командних і штабних посадах в Закавказькому, Прибалтійському, Далекосхідному і Київському військових округах.
Член КПРС з 1957 року.
Закінчив Військову академію імені Фрунзе і Військову академію Генерального штабу.
З липня 1972 по червень 1974 року — командувач 25-ї гвардійської стрілецької дивізії в Групі радянських військ в Німеччині.
У 1974—1976 роках — начальник штабу — 1-й заступник командувача 1-ї гвардійської загальновійськової армії Київського військового округу.
У 1976—1979 роках — командувач 1-ї гвардійської загальновійськової армії Київського військового округу.
У серпні 1979 — квітні 1982 року — начальник штабу — 1-й заступник командувача військ Червонопрапорного Київського військового округу.
У квітні 1982 — грудні 1986 року — командувач військ Червонопрапорного Одеського військового округу.
Потім — у відставці.
Загинув під час дорожньо-транспортної пригоди. Похований на 2-му Християнському цвинтарі міста Одеси.

## Звання
- генерал-майор
- генерал-лейтенант (14.02.1977)
- генерал-полковник (18.02.1982)

## Нагороди
- орден Червоної Зірки
- орден «За службу Батьківщині у Збройних Силах СРСР» ІІІ ст.
- ордени
- медалі